# Sinusoid
Der Sinusoid (Adjektiv sinusoidal) ist eine sinusförmige Funktion, die aus der Sinusfunktion durch Skalierung von Amplitude und Frequenz sowie Phasenverschiebung gebildet wird. Er bildet die Grundlage der Darstellung im Frequenzbereich.

## Definition
Der Sinusoid {\displaystyle x} ist definiert durch 
{\displaystyle x\left(t\right):=A\sin {\bigl (}\omega t+\varphi {\bigr )}+C},
wobei  
- {\displaystyle A} die Skalierung der Amplitude,
- {\displaystyle \omega } die Skalierung der Kreisfrequenz
- {\displaystyle \varphi } die Phasenverschiebung und
- {\displaystyle C} das Absolutglied

ist. In der Elektrotechnik versteht man unter dem Absolutglied den zeitlich konstanten Gleichanteil.

## Kosinus
Da {\displaystyle \cos \left(t\right)=\sin \left(t+{\tfrac {\pi }{2}}\right)} gilt, ist eine Funktion der Form {\displaystyle x\left(t\right)=A\cos \left(\omega t+\varphi \right)+C} ebenfalls ein Sinusoid, die anderen trigonometrischen Funktionen jedoch nicht.